# Dança das virgens
A Dança das Virgens é uma dança que é dançada somente nas festas de Maio, da Nossa Senhora do Alto dos Céus, na Lousa, por raparigas solteiras.